# Менкебуде
Менкебуде (њем. Mönkebude) општина је у њемачкој савезној држави Мекленбург-Западна Померанија. Једно је од 54 општинска средишта округа Икер-Рандов. Према процјени из 2010. у општини је живјело 794 становника. Посједује регионалну шифру (AGS) 13062038.

## Географски и демографски подаци
Менкебуде се налази у савезној држави Мекленбург-Западна Померанија у округу Икер-Рандов. Општина се налази на надморској висини од 3 метра. Површина општине износи 34,2 km². У самом мјесту је, према процјени из 2010. године, живјело 794 становника. Просјечна густина становништва износи 23 становника/km².